# Димитър Хаджидинев
Димитър Хаджидинев Хаджидимитров е български революционер, общественик и политик.

## Биография
Димитър Хаджидинев е роден през 1875 година в големия македонски град Дойран в семейството на бореца за българска църковна независимост и председател на българската община в града хаджи Дине Хаджидимитров (Хаджимитов). В 1895 година завършва с десетия випуск Солунската българска мъжка гимназия. В гимназията е съученик на Гоце Делчев и на председателя на Дойранския комитет на Вътрешната македоно-одринска революционна организация Антон Костов. Димитър Хаджидинев се включва активно в борбата на революционната организация срещу османското господство, но е издаден на властите по време на Винишката афера през 1897 година и е принуден да емигрира в България.
Установява се в София и между 1901 и 1905 година става режисьор и артист в трупата на Войдан Чернодрински „Скръб и утеха“. Пише пиесата „Революционер“, в която широко използва родния си дойрански диалект и помага на Чернодрински при написването на „Македонска кървава сватба“. След това две години заедно с брат си Георги Хаджидинев управлява ресторант. По това време заведението е популярно в столицата, като там се отбиват политици, дипломати, висши офицери. Няколко пъти в този ресторант обядва и княз Фердинанд.
В 1907 година се връща в Дойран, а после заминава за Солун, където от 1908 до 1912 година учи право.
Преподава в Солунската българска католическа семинария.
След Балканската война се установява в Гюмюрджина, където отваря кантора. Но по Ньойския договор Западна Тракия е предадена на Гърция и Хаджидинев е принуден да се пресели отново, като този път се установява в Бургас, където живее и приятелят му Антон Костов. В Бургас Хаджидинев отваря през 1920 частна юридическа кантора и влиза в Демократическата партия. 
Подпредседател е на Бургаското македонско благотворително братство.
От 7 юли 1931 година до 22 май 1934 година е окръжен управител на Бургас.
Димитър Хаджидинев почива на 22 септември 1941 в Бургас.
Димитър Хаджидинев е баща на бургаския треньор по баскетбол и автор на книгата „Бургас – есенни сънища“ (1994) Динко Хаджидинев.